# Sophie Anna von Reventlow
Gräfin Sophie Anna von Reventlow (geb. von Baudissin; * 20. Dezember 1778 in Kopenhagen; † 22. Dezember oder 23. Dezember 1853 in Kiel) war eine dänische Malerin.

## Leben

### Familie

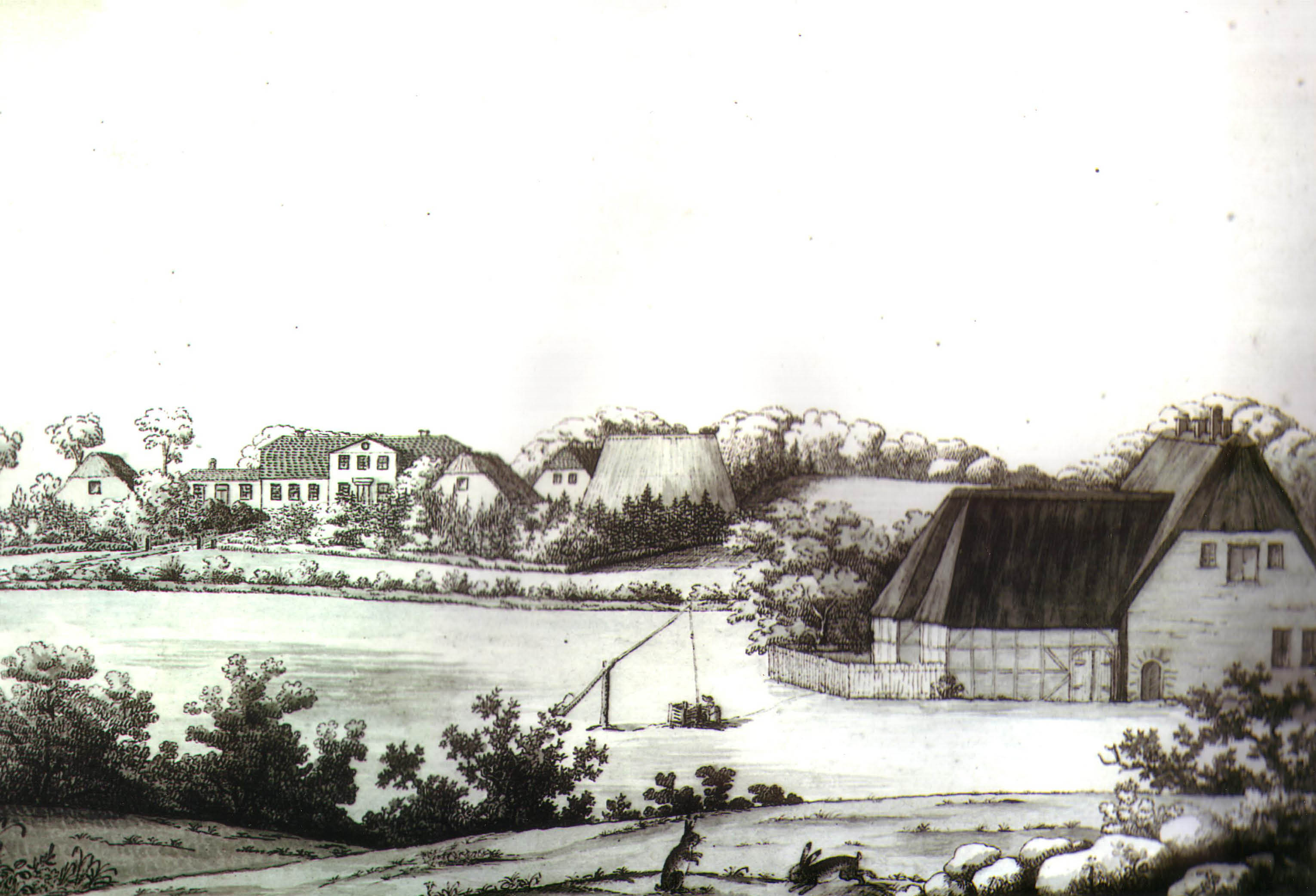
Gut Falkenberg – hinten links das neue Gutshaus
(Quelle: Skizze der Gutsbesitzerin Gräfin Sophie von Reventlou; aus ihrem Skizzenbuch)

Sophie Anna von Reventlow war die Tochter von Heinrich Friedrich von Baudissin und dessen Ehefrau, der Schriftstellerin Caroline von Schimmelmann (1759–1826); ihre Geschwister waren:
- Elisabeth Caroline Henriette von Baudissin (* 26. Juni 1777 in Kopenhagen; † 19. Dezember 1864) ⚭ Jens Peter Neergaard (* 7. Dezember 1764 in Eckernförde; † 7. Januar 1848 ebenda);
- Wolf Heinrich Ludwig von Baudissin, starb jung;
- Magdalene Caroline Josephine von Baudissin, starb jung;
- Friederike Juliane von Baudissin (* 9. Januar 1784 in Kopenhagen; † 15. März 1836) ⚭ Wolf Heinrich Friedrich Karl von Baudissin (* 30. Januar 1789; † 4. April 1878);
- Amalie Friederike von Baudissin, starb jung;
- Friedrich Carl von Baudissin (* 4. November 1786 in Berlin; † 26. März 1866 in Knoop) ⚭ Maria Therese (* 28. März 1794 in Prag; † 17. April 1880 in Lehmkuhlen), Tochter von Anton Ulrich von Mylius (1742–1812)[1]; Friedrich Carl und Maria Therese waren die Eltern von Eduard von Baudissin;
- Charlotte Louise Josephine von Baudissin (* 27. Januar 1788 in Knoop; † 13. Februar 1830) ⚭ Graf Magnus Karl von Bernstorff (* 13. Juni 1781; † 8. Dezember 1836);
- Christian Carl von Baudissin (* 4. März 1790 in Knoop; † 9. April 1868 in Itzehoe) ⚭ Henriette Kuniger (* 6. Januar 1788; † 4. April 1864) – 13 Kinder, darunter Wolf Friedrich Ottomar, Adelbert Heinrich von Baudissin, Ulrich von Baudissin, Asta Heiberg und Thekla von Baudissin;
- Josef Franz Christian von Baudissin (* 9. Januar 1797 in Knoop; † 5. April 1871 in Borstel) ⚭ Julia Friederike Josefine von Reventlow (* 21. August 1798 in Kaltenhof; † 17. Januar 1826 in Knoop), Tochter von Heinrich von Reventlow (1763–1848); Josef Franz Christian und Julia Friederike Josefine waren die Eltern von Adalbert Heinrich Friedrich, Traugott und Nikolaus von Baudissin.

Ihr Großvater väterlicherseits war der kursächsische General Heinrich Christoph von Baudissin und mütterlicherseits der Kaufmann Heinrich Carl von Schimmelmann. Damit waren Carl Ludwig von Baudissin ihr Onkel sowie dessen Sohn Otto Friedrich Magnus von Baudissin ihr Cousins ersten Grades.
Sophie Anna von Reventlow heiratete am 21. Mai 1794 den Rittmeister und späteren Generalmajor Heinrich von Reventlow. Sie hatten dreizehn Kinder:
- Adelaide Caroline Tugendreich von Reventlow (* 26. März 1795 in Schleswig; † 3. Dezember 1839 in Itzehoe), Klosterdame im Kloster Itzehoe;
- Heinrich von Reventlow (* 2. März 1796 in Schleswig; † 2. Juli 1842) ⚭ Julie Louise Frederike (* 25. Juli 1808 in Itzehoe; † 9. Dezember 1894), Tochter von Carl Emil zu Rantzau (1775–1857); zu ihren Kindern gehörte unter anderem die Tiermalerin Adeline von Reventlow;
- Friedrich von Reventlou ⚭ Luise (* 14. Februar 1807 in Regensburg; † am 27. Mai 1864), Tochter von Georg Carl Hermann Wilhelm Löw von und zu Steinfurth; ihr gemeinsamer Sohn war der Politiker Kurt von Reventlou;
- Ernst Christian von Reventlow (* 26. Juli 1799 in Schleswig; † 12. Februar 1873 in Farve) ⚭ Sophie Adelaide geb. von Buchwaldt (* 9. August 1802; † 23. Februar 1882);
- Julia von Reventlow (* 21. August 1798 in Kaltenhof; † 3. Juli 1881 in Lübeck) ⚭ Joseph Franz Christian von Baudissin (* 9. Januar 1797 in Knoop; † 5. April 1871 in Borstel), Herr auf Projensdorf (bis 1838) und Gut Borstel (ab 1840) – 3 Kinder: Adalbert Heinrich Friedrich von Baudissin, letzter Landdrost von Pinneberg, Nikolaus von Baudissin, Landrat des Kreises Schivelbein in der Provinz Pommern und Traugott von Baudissin, Regierungspräsident in Magdeburg;
- Ottilie von Reventlow (* 28. Oktober 1800 in Kaltenhof; † 30. Dezember 1883 in Kiel) ⚭ Christian Wilhelm Heinrich von Rantzau (* 23. September 1796 in Ascheberg; † 18. Mai 1848 in Kiel) – 3 Kinder: Christian Karl zu Rantzau, Heinrich zu Rantzau, Kuno zu Rantzau;
- Ludwig Carl von Reventlow (* 21. Juni 1802; † 19. April 1867 in Freiburg im Breisgau) ⚭ Emma Louise Desirée von Wasmer (* 25. September 1819; † 20. August 1901);
- Franziska Juliane Friederike von Reventlow (* 28. Juli 1803 in Falkenberg; † 13. Februar 1856 in Heiligenstedten) ⚭ Adolf Friedrich von Blome;
- Elisabeth Cornelia von Reventlow (* 28. August 1804; † 11. Mai 1890 in Niendorf an der Stecknitz) ⚭ Josias Friedrich Ernst von Heintze-Weissenrode; ihr gemeinsamer Sohn war der Forst- und Hofbeamte Heinrich von Heintze-Weißenrode;
- Charlotte Elisabeth Christiane von Reventlow (* 13. Mai 1806; † 3. Dezember 1828);
- Christian Andreas Julius Reventlow ⚭ Georgine, Tochter von Baron Georg Heinrich von Löwenstern und die Schwester von Baron Adelbert von Löwenstern;
- Marie Juliane von Reventlow (* 13. Juli 1811 in Kaltenhof; † 3. Dezember 1819);
- Traugott von Reventlow (* 4. Dezember 1812 in Falkenberg; † März 1849 in Haderslev), starb in einem Duell.

Nach der Hochzeit lebte die Familie zunächst in der Nähe des Hohen Tores in Schleswig, später im rechten Flügel des Gelting-Hofes; dort stand das Paar in freundschaftlichem Kontakt zum Landgrafen Karl von Hessen-Kassel und dessen Ehefrau Louise von Dänemark und Norwegen.
Nachdem ihr Ehemann seine militärische Laufbahn beendet hatte, widmete er sich der Leitung seiner Güter Falkenberg, das sie seit 1803 bewohnten, Kaltenhof, Aakär, Wittenberg (Martensrade) und Dybvad. Die Folgen des dänischen Staatsbankrotts zwangen sie, die Güter 1823 unter dänische Verwaltung zu stellen.
1836 siedelte sie mit ihrem Ehemann in ein Landhaus im Stadtteil Düsternbrook in Kiel.

### Werdegang
Sophie Anna von Reventlow erhielt eine Ausbildung durch Privatlehrer zu Hause, unter anderem durch Gouvernanten, Haus- und Tanzlehrer sowie einem Klaviermeister. Der 1788 bestellte Zeichenlehrer Jes Bundsen (1766–1829) vermittelte ihr eine präzise Architekturwiedergabe; ihre Zeichnungen von Bäumen und Landschaft lässt auf eine genaue Schulung durch Vorlagenbücher schließen.
Ihr zwischen 1816 und 1828 entstandenes Zeichenbuch bietet 54 Ansichten von schleswig-holsteinischen Herrenhäusern und der Umgebung sowie Stadtansichten von Kiel und Kopenhagen. Die teilweise lavierten Federzeichnungen sowie die grau hervorgehobenen Pinseltuschzeichnungen, Bleistiftstudien und Aquarelle vermitteln einen Einblick in die architektonischen Gegebenheiten des Adels in der ersten Hälfte des 19. Jahrhunderts.

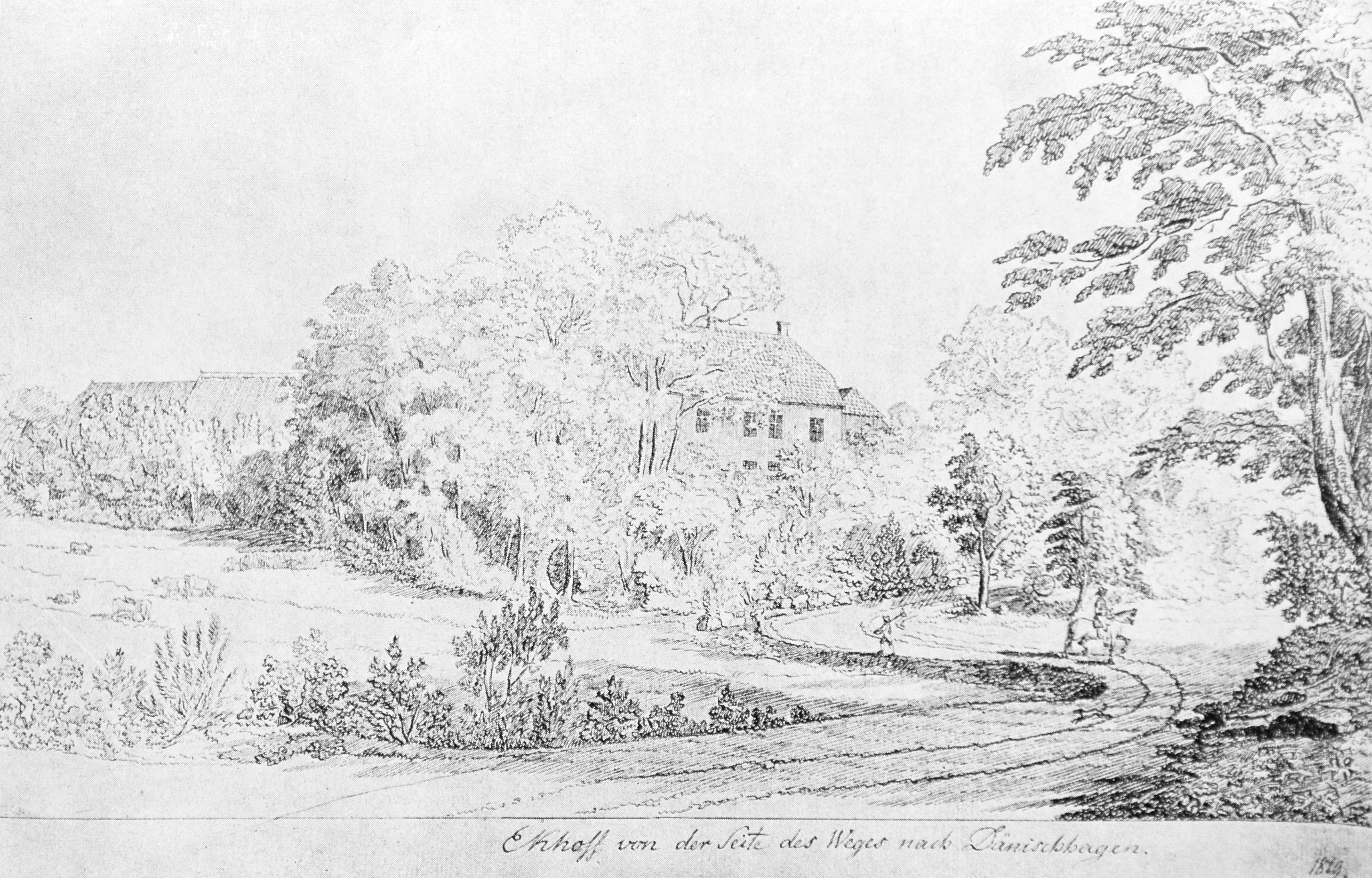
Gut Eckhof

## Werke (Auswahl)
- Gut Eckhof (Federzeichnung von 1819).

## Publikationen (Auswahl)
- Deert Lafrenz u. Jürgen Ostwald:  Das Zeichenbuch der Sophie Gräfin Reventlow. Ansichten aus Schleswig-Holstein um 1820. Christians, Hamburg 1989, ISBN 3-7672-1081-9.